# Щелочная фосфатаза, кишечная
Кишечная щелочная фосфатаза — фермент человека, кодируемый геном ALPI (англ. Alkaline phosphatase, intestinal) на 2-й хромосоме. Принадлежит к группе щелочных фосфатаз.

## Строение
Ген ALPI состоит из 11 экзонов, причём позиции интронов совпадают с таковыми у других двух щелочных фосфатаз человека, что говорит об их общем происхождении от одного гена-предка.
На белковом уровне кишечная форма фермента на 86,5 % аналогична плацентарной щелочной фосфатазе (ALPP) и на 56,6 % — щелочной фосфатазе печени/кости/почек (ALPL).

## Функция
Функция кишечной щелочной фосфатазы изучена слабо. Считается, что при диете с высоким содержанием жиров общий уровень циркулирующей щелочной фосфатазы повышается за счёт именно этой формы фермента.
В исследовании 2008 года показано, что кишечная щелочная фосфатаза обладает способностью детоксифицировать липополисахариды и защищать организм от вторжения бактерий через слизистый барьер кишечника. Авторы исследования предположили, что снижение производства кишечной щелочной фосфатазы при голодании организма является одним из ключевых факторов дисфункции слизистого барьера, наблюдаемой у критически больных пациентов.